# 離婚しようよ
『離婚しようよ』（りこんしようよ、英題：Let's Get Divorced）は、2023年6月22日に全世界に配信した日本の配信ドラマ。TBS制作によるNetflixシリーズの第3弾。脚本は宮藤官九郎と大石静、主演は松坂桃李。タイトルは吉田拓郎の楽曲「結婚しようよ」から。拓郎に許可も取ったという。
新人議員である東海林大志と俳優である黒澤ゆいの結婚5年目の夫婦は世間体のためにおしどり夫婦を演じてはいるが、SNSの生配信の時くらいしか会話がなく夫婦仲が冷め切っていた。本作は様々な事情により離婚への道が険しい夫婦が一致団結して離婚へと突き進むホームコメディとして描かれる。

## 登場人物

### 主要人物
東海林大志
演 - 松坂桃李（少年期：浅川大治）
愛媛5区選出の与党「自由平和党」の新人衆議院議員。温室育ちで女性にだらしない。
黒澤ゆい
演 - 仲里依紗（少女期：伊礼姫奈）
東海林の妻。お嫁さんにしたい女優No.1に選ばれている。

### 東海林大志の周辺人物
東海林峰子
演 - 竹下景子
大志の母。
東海林喜一郎
演 - 宇梶剛士（第2話・第4話・第5話）
大志の父。文部科学大臣、厚生労働大臣などの要職を歴任したが、突然死し、大志がその地盤を継いだ。
三俣桜子
演 - 織田梨沙
キー局の「帝都テレビ」アナウンサーだったが、大志との不倫が発覚しフリーアナに転じた。タフでしたたか。
印田薫
演 - 板谷由夏（第1話 - 第7話・最終話）
印田薫総合法律事務所 所長。女性にだらしない東海林を鍛え上げる弁護士。
早乙女五郎
演 - 尾美としのり
大志の父の代から勤めてきた秘書。温厚＆優秀だが、大志があまりにもやらかすため時折キレる。
シンゴ
演 - 高岸宏行（ティモンディ）（第5話 - 最終話）
大志と愛媛東高校での同級生。後に大志の選挙を手伝う。

### 黒澤ゆいの周辺人物
加納恭二
演 - 錦戸亮
色気がダダ漏れの自称アーティスト。ふとしたことでゆいと知り合う。
石原ヘンリーK
演 - 古田新太
ゆいの担当弁護士。弁護士法人ヘンリー代表。一見胡散臭そうに見えるが腕はピカイチ。名前のKは「キヨシ」の略。
笹井
演 - 少路勇介
ゆいのマネージャー。
阿久根透
演 - 池田成志（第2話 - 第4話・第6話 - 最終話）
ゆいの所属事務所「オフィス阿久根」社長。業界ではスッポン阿久根の異名をとる。
佐藤富恵
演 - 高島礼子（第1話・第2話・第5話 - 最終話）
ゆいの母。「スナックとみい」を一人で経営。一度も結婚していないが、父親の違う子供を7人産んでいる。
村山あい
演 - 葉丸あすか（第1話・第6話）
ゆいの姉。長女。
夏子
演 - 守屋麗奈（櫻坂46）（第1話写真出演・第2話・第6話）
ゆいの妹。
佐藤真（さとう しん）
演 - 秋谷郁甫（第1話・第2話・第5話・最終話）
ゆいの弟。
佐藤光（さとう こー）
演 - 谷垣有唯（第1話・第2話・第5話・第8話）
ゆいの弟。
佐藤翔（さとう しょー）
演 - 正垣湊都（第1話・第2話・第5話・第8話）
ゆいの弟。末弟。
陽自（ようじ）
演 - 市野叶（最終話）
ゆいの息子。
山中
演 - 中島歩（第1話・第2話）
ゆいの上の弟の元担任教師で一番下の弟・翔の父親。現在の富恵の恋人。
アキラ
演 - 伊島空（第2話）
夏子の旦那。
山際
演 - 菅原永二（第5話）
光の父。富恵のかつての恋人。

### 東海林大志の選挙スタッフ
唐木田
演 - 松澤一之（第4話 - 最終話）
井村
演 - 古荘トモノブ（第1話・第4話・第5話・第7話 - 最終話）
遠藤
演 - 片岡直子（第1話・第4話 - 最終話）
宇崎
演 - 氏家恵（第1話・第4話・第7話）
菊池
演 - 伊藤修子（第6話・第7話）
久保田
演 - 青木和代（第6話・第7話）

### 黒澤ゆいの撮影関係者
堀米削也
演 - 神尾楓珠（第1話 - 第3話）
人気俳優。ゆいが秘書役で出演するドラマ『愛とか恋とかおいといて 君の雑炊が食べたい』の若社長役。
監督、俳優、代理店
演 - 平子祐希（アルコ&ピース）（第1話）、細渕敬史（第1話）、本多力（第1話）
ゆいが出演した「松柏酒造」の日本酒「純愛」のCMの監督、相手役男優、広告代理店「MMエージェンシー」の担当者。
監督、助監督
演 - 柾賢志（第1話・第3話）、きづき（第1話・第3話）
ゆいが出演したドラマ『愛とか恋とかおいといて 君の雑炊が食べたい』の監督と助監督。
俳優（役名：小太郎）、監督、助監督
演 - 田村健太郎（第2話・第5話 - 第7話）、矢田政伸（第2話・第5話 - 第7話）、船崎良（第4話 - 第7話）
ゆいが出演するドラマ『巫女ちゃんスペシャル』の相手役俳優と監督と助監督。
助監督
演 - 前原瑞樹（第2話）
ゆいがかつて出演したドラマ『聖ツンデレ学園』の助監督。
俳優
演 - 芳村宗治郎（第2話）
ゆいが出演したドラマでキスシーンを演じた相手役の男優。
編成局長
演 - 骨川道夫（第2話）
大志がコネを駆使して撮影見学したドラマ『巫女ちゃんスペシャル』の愛媛ロケ現場で大志とゆいを引き合わせた放送局の編成局長。
俳優（役名：若頭）
演 - 玉置玲央（最終話）
ゆいが出演したヤクザものドラマ『女狼の皿』で若頭を演じる男優。

### 政治家とその周辺人物
想田豪（そうだ ごう）
演 - 山本耕史（第3話 - 最終話）
野党「改革の会」幹事長。東海林の地元衆議院選で対立候補となる。歌と話が上手い。
想田由衣
演 - 矢沢心（第4話・第6話 - 最終話）
想田の妻。
想田の長男
演 - 桑名愛斗（第4話）
沼田
演 - 西沢仁太（第4話・第7話・第8話）
「改革の会」の選対本部長。
篠山一郎
演 - 不破万作（第2話・第3話）
内閣総理大臣。自由平和党総裁。
赤シャツ
演 - 前原滉（第6話・第8話）
大志と共に愛媛5区から出馬する候補者。
有田
演 - としえちゃん（第1話・最終話）
野党議員だった時は勇ましかったのに、与党になった途端に大人しくなったと大志に委員会で看破される。
野党議員
演 - 高田健一（第2話）
篠山政権時の野党議員。「総理に聞いてるんです」と手厳しい。
平畑真太郎
演 - 桑山元（第3話）
「改革の会」議員。舌鋒鋭く篠山内閣を追求する。
議長
演 - 若林幸樹（第3話）
大志が出席する委員会の議長。
日下部薫
演 - 段丈てつを（第1話）
北東京市長選挙の立候補者。大志が応援演説に駆け付ける。
具志堅康太郎、比嘉義雄
演 - 内間政成（最終話）、細見良行（最終話）
加納恭二がその動向を追う沖縄の阿栗島町長選挙の立候補者。

### 東海林大志の支援者
小沢
演 - 加藤満（第1話・第4話）
東海林大志後援会会長。
剣崎
演 - 岩田丸（第4話・第6話）
近藤
演 - 山田敦彦（第4話）
藤井、鈴木、山本
演 - 久保酎吉（第5話 - 最終話）、曽我久子（第5話 - 最終話）、松本海希（第5話 - 最終話）
BSL-4建設地の西温地区の住民。
小島
演 - スオウアキラ（第6話）

### 報道関係者
司会者/アナウンサー
演 - 大熊英司（第3話）
ワイドショー『THEワイドウィーク』司会および『TTV NEWS Daytime』ニュースアナ。
佐々木
演 - 磯貝初奈（第3話）
帝都テレビアナウンサー。
アナウンサー
演 - 大村絵美（第3話・第8話）
『NNK NEWS5』アナウンサー。
アナウンサー
演 - 中馬祥子（第4話・第6話）
記者1
演 - 山本清文（第6話）
愛媛5区に出馬表明した想田を取材する記者。
沢田忠光
演 - 丈（第6話）
『週刊FIRE』編集部員。三俣桜子から売り込みを受ける。
リポーターA、B、C
演 - 金澤ゆかり（第7話）、池村匡紀（第7話）、大塚かなえ（第7話）
東海林夫婦のスキャンダルを受け、「スナックとみい」から中継するネットニュースの記者。
司会者、コメンテーター
演 - 小谷大輔（第7話）、小林音子（第7話）
ネット動画ニュースメディア『SEVEN NEWS』。
記者
演 - 佐藤太助（第7話）
「スナックとみい」店内で富恵に取材する記者。
司会者
演 - 渡辺真理（第8話）
総選挙特番『選挙タイムズ2023』司会者。
リポーター
演 - 山口真奈（第8話）
『選挙タイムズ2023』で改革の会党本部よりレポートするフィールドキャスター。
アナウンサー
演 - 五十嵐圭（第8話）
アナウンサー
演 - 栗本祐子（第8話）
玉井
演 - 石川啓大（最終話）
伊予毎朝新聞記者。想田に裏金問題を質す。
記者
演 - 春木ひなた（最終話）
『THE WIDE 7days』フィールドキャスター。東海林大志選挙事務所からレポートする。
アナウンサー
演 - 豊福海央（第4話・第6話・第8話）、山内可菜子（あいテレビ）（第4話・第6話・第8話）
アナウンサー
演 - 南波雅俊（最終話）、吉村恵里子（TBS）（最終話）

### その他
神主
演 - 岡崎宏（第1話）
東海林一家が節分の豆まきをした大山祇神社の神主。
主催者
演 - 天野嵩晟（第1話）
東海林一家が節分の豆まきをした大山祇神社の主催者。
若者A、若者B
演 - 中島健（第2話）、田辺歩（第2話）
ゆいと恭二が訪れたもつ焼屋「ブウちゃん」で二人に因縁を付けてきた若者たち。
ツトム、リサ、司会者
演 - 前田裕太（ティモンディ）（第4話）、近野成美（第4話）、阪田智靖（第4話）
峰子や想田豪が選挙運動で訪れた結婚披露宴の新郎新婦と司会者。
通行人A
演 - 岩渕敏司（第5話）
夫婦で松山の街に居たゆいに「巫女ちゃん」と声をかける。
水本香澄
演 - 峯村リエ（第6話・第8話）
「かすみレディースクリニック」産婦人科医師。ゆいの主治医。
ひろみ
演 - 凰稀かなめ（第6話・最終話）
愛媛のスナック「ニュ～ひろみ」のママ。
次郎、キヨ
演 - 古川慎（第6話）、一條眞紀子（第6話）
大志が選挙運動で訪れた施設「つつじ苑」入居者。
主婦A、主婦B、主婦E
演 - 村岡希美（第7話）、安藤聖（第7話）、野口聖古（第7話）
新興住宅地「紅予ニュータウン」在住の主婦たち。訪れた大志に旦那の愚痴など色々な不満をぶつける。
老人
演 - 渡部和也（第7話）
東海林家の河原のゴミ拾いを手伝う老人。だがBSL-4には反対だと述べる。
組合員
演 - 紀伊了杜（第7話）
大志が港で話を聞く漁師。
職員
演 - 山本博（第8話）
東海林夫婦が離婚届を出しに行った愛媛市役所本庁舎 夜間・休日受付の職員。
司会
演 - 三遊亭楽生（第8話）
愛媛5区の候補者による討論会の司会者。
客
演 - 渡荘太（最終話）
加納恭二が訪れた沖縄のパチンコ屋の客。
ドライバー
演 - 一條恭輔（最終話）
大志の浪人中に早乙女がバイトしていた「アート引越センター」のドライバー。

## スタッフ
- 脚本 - 宮藤官九郎、大石静
- 音楽 - 河野伸
- 主題歌 - Rin音 feat. asmi「Good Bye」「Fruits」[64]
- 監督 - 金子文紀、福田亮介、坂上卓哉[2]
- エグゼクティブ・プロデューサー - 佐藤奈穂美（Netflix）[2]
- プロデューサー - 磯山晶、勝野逸未[2]
- 制作プロダクション - TBSスパークル
- 製作著作 - TBSテレビ
- 選挙監修 - 松田馨